# Battery Park
Battery Park er en ti hektar stor offentlig park i New York City, beliggende på sydspiden af Manhattan. Parken er opkaldt efter det batteri, der under den hollandske og britiske kolonitid havde hjemme på stedet. Fra Battery Park er der blandt andet afgang med færge til Liberty Island, hvor man kan se Frihedsgudinden, og til Ellis Island hvor det store emigrantmuseum ligger.
I parken ligger Castle Clinton National Monument, et tidligere fort fra 1811, som fungerede som immigrationsstation mellem 1855 og 1890.